# Crown Prosecution Service
Crown Prosecution Service este principala agenție de urmărire penală publică pentru desfășurarea urmăririi penale în Anglia și Țara Galilor. Este condus de Director of Public Prosecutions (DPP).
Principalele sale responsabilități sunt de a oferi consultanță juridică poliției și altor agenții de anchetă în cursul urmăririi penale, pentru a decide dacă un suspect ar trebui să se confrunte cu acuzații penale, în urma unei investigații și de a efectua urmărirea penală, atât în Magistrates' court cât și în Crown Court.
Procurorul General pentru Anglia și Țara Galilor supraveghează activitatea CPS și răspunde pentru aceasta în Parlament, deși procurorul nu are nici o influență asupra modului urmăririi penale, cu excepția cazului în care securitatea națională este o problemă sau pentru un număr mic de infracțiuni, care necesită permisiunea procurorului general pentru a începe urmărirea penală.

## Legături externe
- Site web oficial
- Her Majesty’s Crown Prosecution Service Inspectorate website